# Teorie skoposu
Teorie skopos (německy Skopostheorie) je koncepce, která pochází z oblasti translatologie. Rozpracovává tezi, že každý proces překládání má povahu záměrné činnosti.
Byla zavedena německým lingvistou Hansem Josefem Vermeerem, první zmínka se objevila v německém časopisu Lebende Sprachen v roce 1978, a vychází z myšlenky, že při překládání a tlumočení bychom v první řadě měli brát v úvahu funkci původního a cílového textu. Skopos pochází z řeckého slova a vyjadřuje „účel”.
Teorie skoposu se zaměřuje na překlad jako aktivitu, která má určitý záměr nebo cíl, a také na zamýšleného příjemce či publikum, pro které je překlad určen. Překládat znamená vytvářet cílový text v cílovém prostředí s cílovým záměrem pro cílové publikum v cílových podmínkách. Teorie skoposu dává původnímu textu nižší status, než jaký mu přisuzují teorie překladu, které jsou založeny na ekvivalenci. Zdroj je „nabídkou informací“, kterou překladatel přemění na „nabídku informací“ pro cílové publikum.
Podle Vermeera existují tři možné typy účelů. Prvním typem je obecný účel, o který překladatel usiluje; například překlad jako zdroj příjmu. Dalším typem je komunikační účel cílového textu v cílových podmínkách, jako je například poučení publika. Třetí typ je účel překladatelské strategie nebo přístupu, například zdůraznění strukturálních rysů zdrojového jazyka. Pokud se jedná o případ „skoposu” v teorii skoposu, jde o druhý typ účelu.
Paul Kussmaul o této teorii napsal: „Teorie skoposu velmi úzce souvisí s funkčním přístupem. Funkce překladu závisí na znalostech, očekávání hodnotách a normách čtenářů cílového textu, kteří jsou sami ovlivněni kulturou a situací, ve které se nacházejí. Tyto faktory určují, zda by funkce původního textu či určitých jeho částí měla být ponechána, upravena či dokonce změněna.“
Teorie skoposu byla Vermeerem implementována z důvodu překlenutí propasti mezi teorií a praxí, která byla přítomna v dříve rozšířené a běžné teorii ekvivalence. Vermeer hledal jinou metodu překladu, která by šla nad rámec dívání se pouze na jazykovou úroveň textu. Na rozdíl od předchozích teorií překladu, které se zaměřují na lingvistiku a překlady založené na ekvivalenci na mikroúrovni, translatum v teorii skoposu nevyžaduje funkční ekvivalenci se zdrojovým textem, protože cíl teorie skoposu klade místo toho důraz na účel translačního procesu.